# Costa Blanca
La Costa Blanca est le nom donné à plus de 240 km de côte dans la province d'Alicante, en Espagne. L'industrie touristique y est fortement développée. La côte s'étend de la commune de Denia au nord, à l'arrière de laquelle se trouve la Costa de Valencia, jusqu'à Torrevieja au sud, avec la Costa Cálida. Elle regroupe la plupart des destinations touristiques dont Benidorm et Alicante. La température moyenne y est de 18 degrés Celsius.

## Tourisme

### Histoire

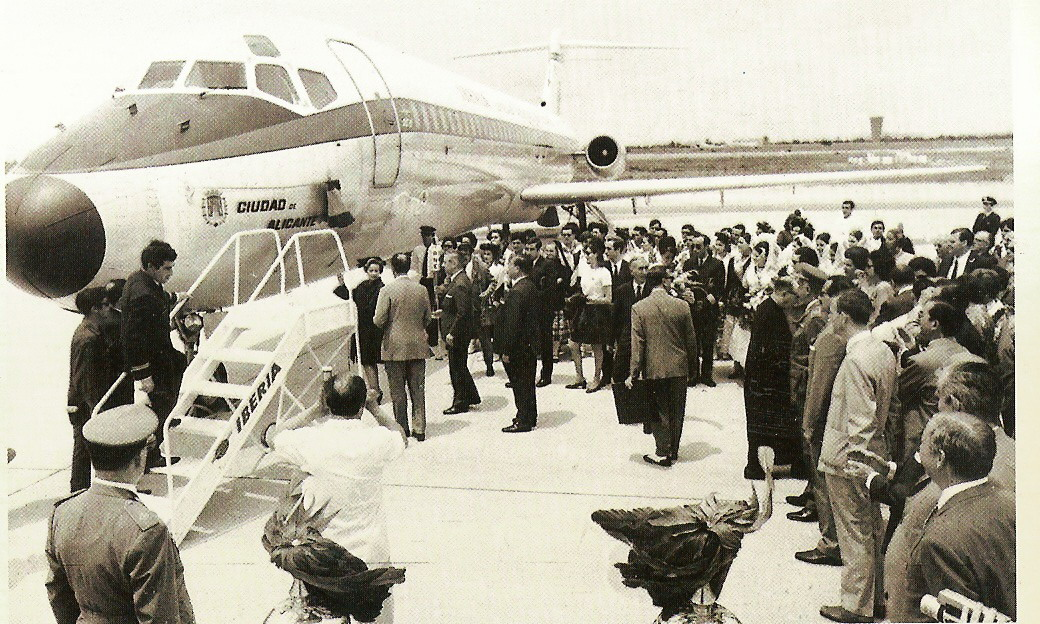
Un des premiers vols touristiques à l'aéroport d'Alicante, dans les années 60.

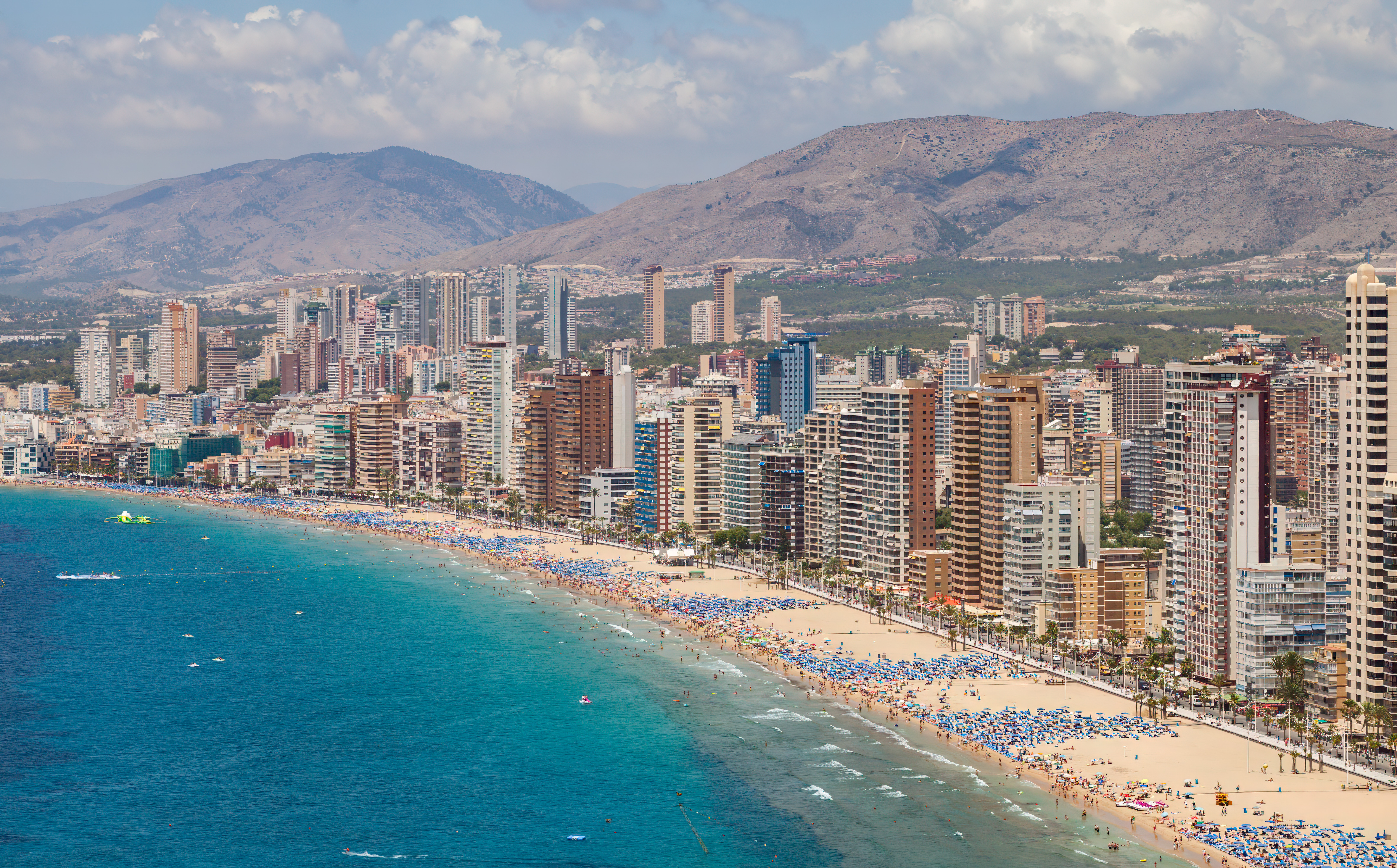
Plage de Benidorm.

À partir des années 1950, les touristes d'Europe occidentale affluent, notamment de l'Allemagne, de la Belgique, des Pays-Bas et du Royaume-Uni. À la mort du dictateur Franco, le tourisme s'intensifie malgré quelques baisses de fréquentation passagères. La Costa Blanca fait désormais partie des piliers de l'économie espagnole. Les constructions y sont nombreuses, la région a connu un taux d'urbanisation important avec plus de 20 000 bâtiments. Plus de 70 000 constructions sont encore planifiées mais le boom immobilier a rendu les terrains et les bâtiments plutôt onéreux. Les acheteurs prêts à investir dans une villa se font ainsi plus rares.

### Caractéristiques
Chaque année, principalement en été, des millions de touristes viennent à la Costa Blanca dans le but de profiter de ses longues plages (218 km de côtes), de son climat chaud et ensoleillé, de son ambiance festive ainsi que de toutes les activités que l’on peut y pratiquer. De nombreux parcs aquatiques et animaliers ont été construits ainsi que l’un des plus grands parcs d’attraction européens, Terra Mítica, qui se trouve à Benidorm, à quelques kilomètres de la ville d’Alicante.

### Fréquentation
Outre les adeptes du tourisme balnéaire, la région est de plus en plus visitée par des sportifs venus profiter du climat mais aussi, entre autres, des 22 terrains de golf ou encore des 25 clubs nautiques que compte la Costa Blanca. On y trouve également de nombreux éléments historiques tels que des châteaux, des vestiges archéologiques ou encore des musées, ce qui la rend tout aussi attractive pour les adeptes de tourisme culturel. La province d’Alicante est l’une des plus montagneuses d’Espagne. Voilà pourquoi, attirés par la beauté des paysages tels que les montagnes, les falaises, les vergers, les criques, ou encore les 9 parcs naturels que possède cette zone, les amoureux de la nature s’y rendent, eux aussi, de plus en plus nombreux.
Bien que l’été reste la saison où l’on retrouve le plus grand nombre de visiteurs, la région, de par ses hivers tempérés, accueille également des touristes, principalement âgés, durant les mois hivernaux, provenant pour la plupart de Belgique, de Grande-Bretagne, d'Allemagne et des Pays-Bas,.

### Conséquences
Cet afflux massif de touristes n’est évidemment pas dépourvu de conséquences :
- économiques : le tourisme a engendré la création d'emplois dans la région, principalement dans le secteur de l’HORECA. Toutefois, cette main d'œuvre est, pour la plupart, saisonnière puisque les plus gros bénéfices dus au tourisme se réalisent en été. Les secteurs tels que la construction, la décoration, les transports, l'animation, la sécurité, l'artisanat profitent également de la création d'emplois qu'apporte le tourisme ;
- environnementales : l'imperméabilisation des sols entrainée par la construction accrue ou encore la diminution de l'espace littoral augmente la vulnérabilité de la zone à des catastrophes naturelles telles que les inondations. Le tourisme de masse entraine aussi la pollution des côtes et des mers ;
- sociales : de nombreux conflits d'intérêts ont surgi lorsque la zone a commencé son développement touristique. Lors de l'avènement du tourisme dans la zone, le secteur tertiaire nécessitant de plus en plus de ressources est venu empiéter sur les habitudes de vie des locaux, qui se retrouvent avec moins d'eau pour irriguer leurs vergers ou pour leur consommation domestique, alors que celle-ci est gaspillée pour remplir des piscines d’hôtels  ou encore entretenir les terrains de golf. De plus, le secteur de la pêche est lui aussi affecté du fait de la pollution croissante de la mer due à la surpopulation que subit la zone durant la saison estivale.

## Municipalités
Les municipalités principales sont :
- Alicante, avec son aéroport qui dessert l'ensemble de la région.
- Elche, avec la plus grande palmeraie d'Europe, patrimoine de l'Humanité par l'Unesco.
- Benidorm, grand centre touristique.
- Calp, où se trouve le Peñón de Ifach
- Altea
- Xàbia
- Villajoyosa
- Torrevieja

D'autres municipalités sont aussi à mentionner pour leurs centres d'intérêt historiques ou touristiques : Dénia, Moraira/Teulada, Benissa, Campello, Guardamar, Santa Pola et Orihuela.
Les touristes considèrent souvent que certaines villes de la Communauté autonome de Murcie comme Murcie ou Cartagène font partie de la Costa Blanca.

## Géographie

### Îles

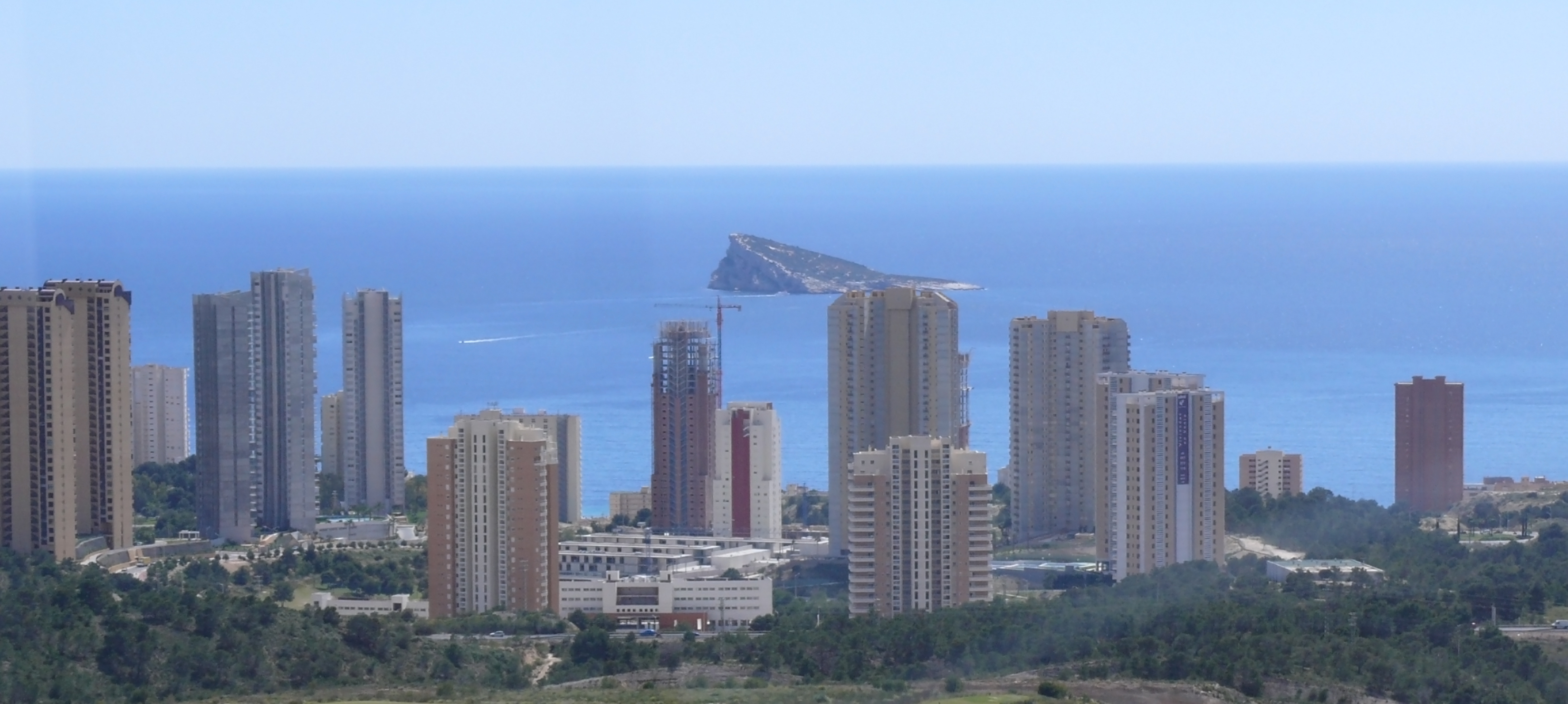
Vue panoramique sur la ville de Benidorm. Derrière des gratte-ciels on peut observer l'île de Benidorm.

- Isla de Tabarca près d'Alicante
- Isla de Benidorm
- Peñas de Arabi
- Isla del Portichol
- Isla del Descubridor

### Plages

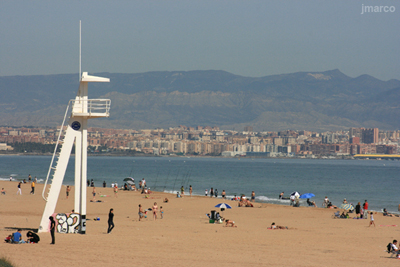
Plage d'El Altet à Elche.

Il y a 101 plages sur la Costa Blanca. Les plus connues sont :
- El Arenal.
- Levante et Poniente, les deux grandes plages de Benidorm.
- El Altet (Elche).
- San Juan, plage d'Alicante.
- Torrelamata.

### Urbanisation
La Costa Blanca est la section de côte la plus urbanisée d'Espagne avec près de 96 % de son linéaire bétonné. Les dernières sections non construites sont des zones rocheuses ou humides ne permettant pas la construction d'édifices.

## Gastronomie et vie quotidienne

### Jalón
Le village de Jalón (ou Xaló en valencien) est réputé pour son raisin, ses vins et ses amandiers. Une autre spécialité locale, le Embutidos, est une sorte de saucisson séché. Chaque samedi matin, un marché aux puces prend place au sein du bourg.

## Galerie

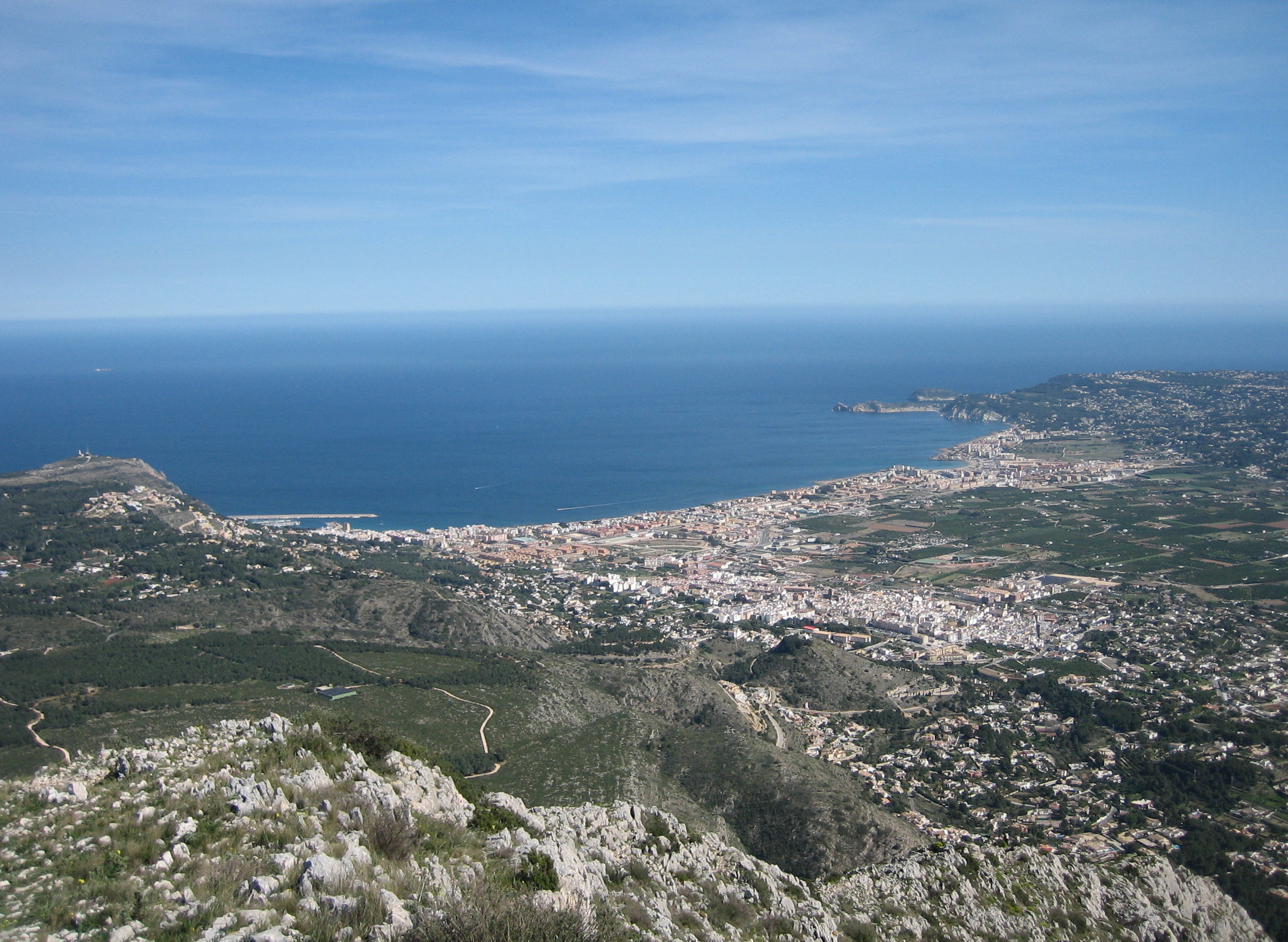
Jávea
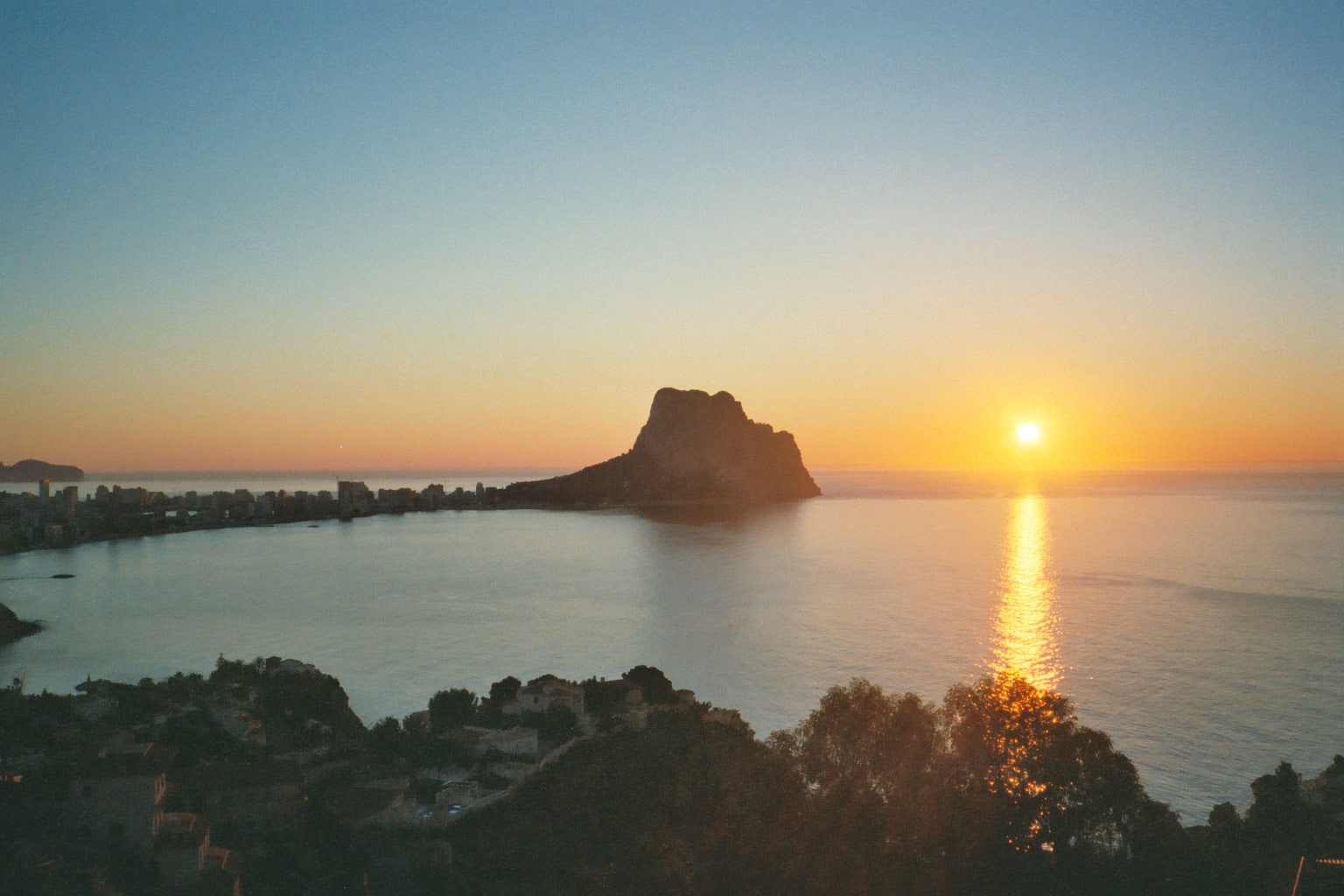
Le Peñón de Ifach
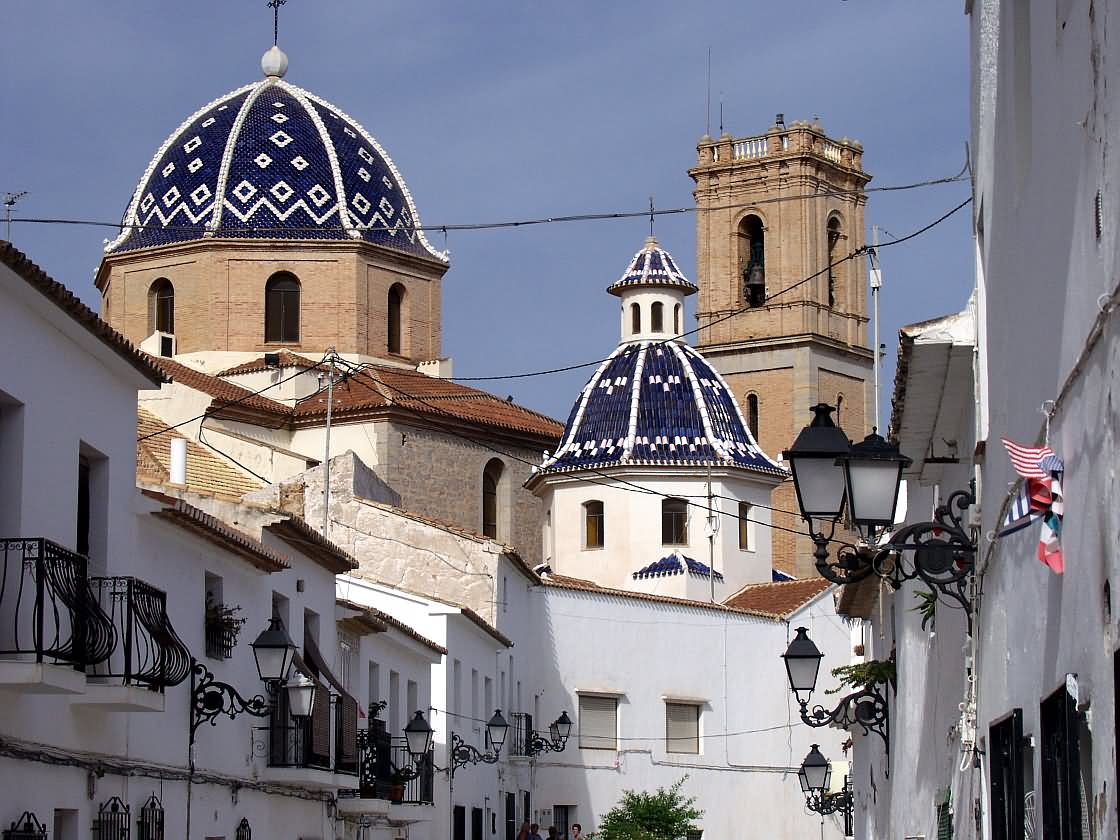
Altea
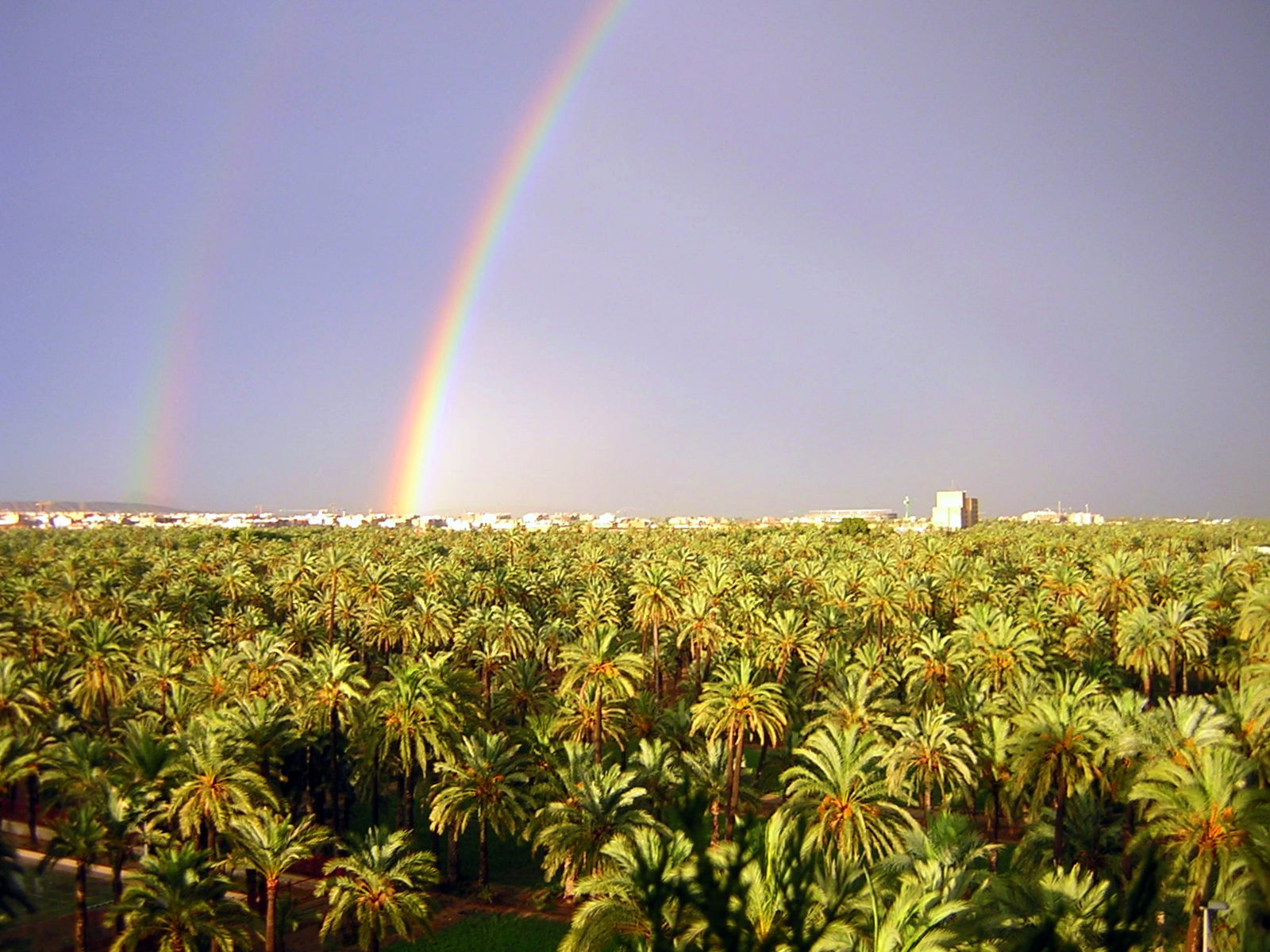
Arc-en-ciel sur la Palmeraie d'Elche
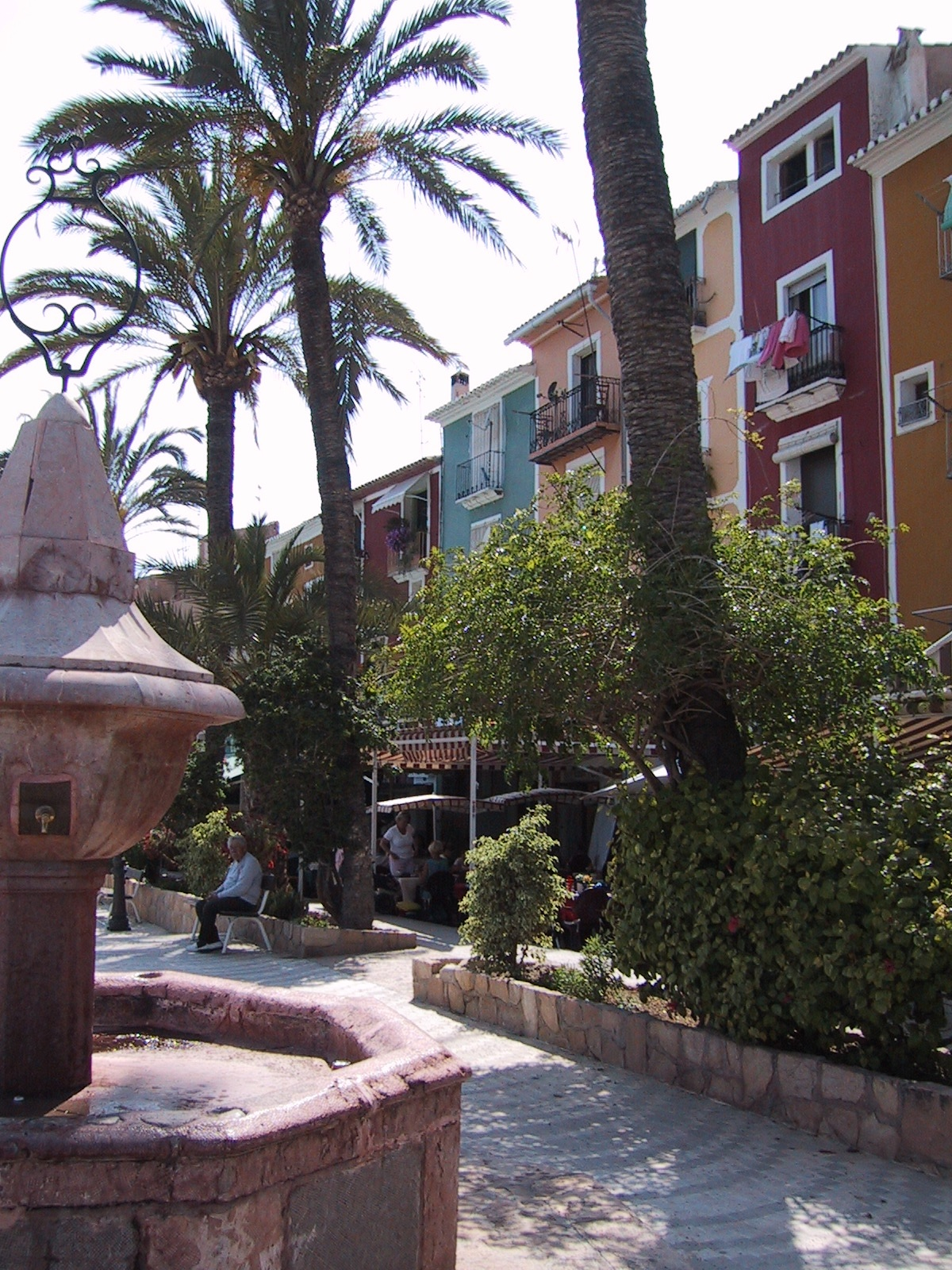
La Vila Joiosa
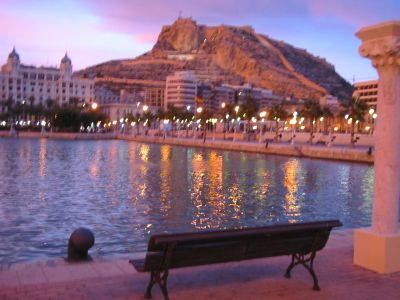
Port d'Alicante
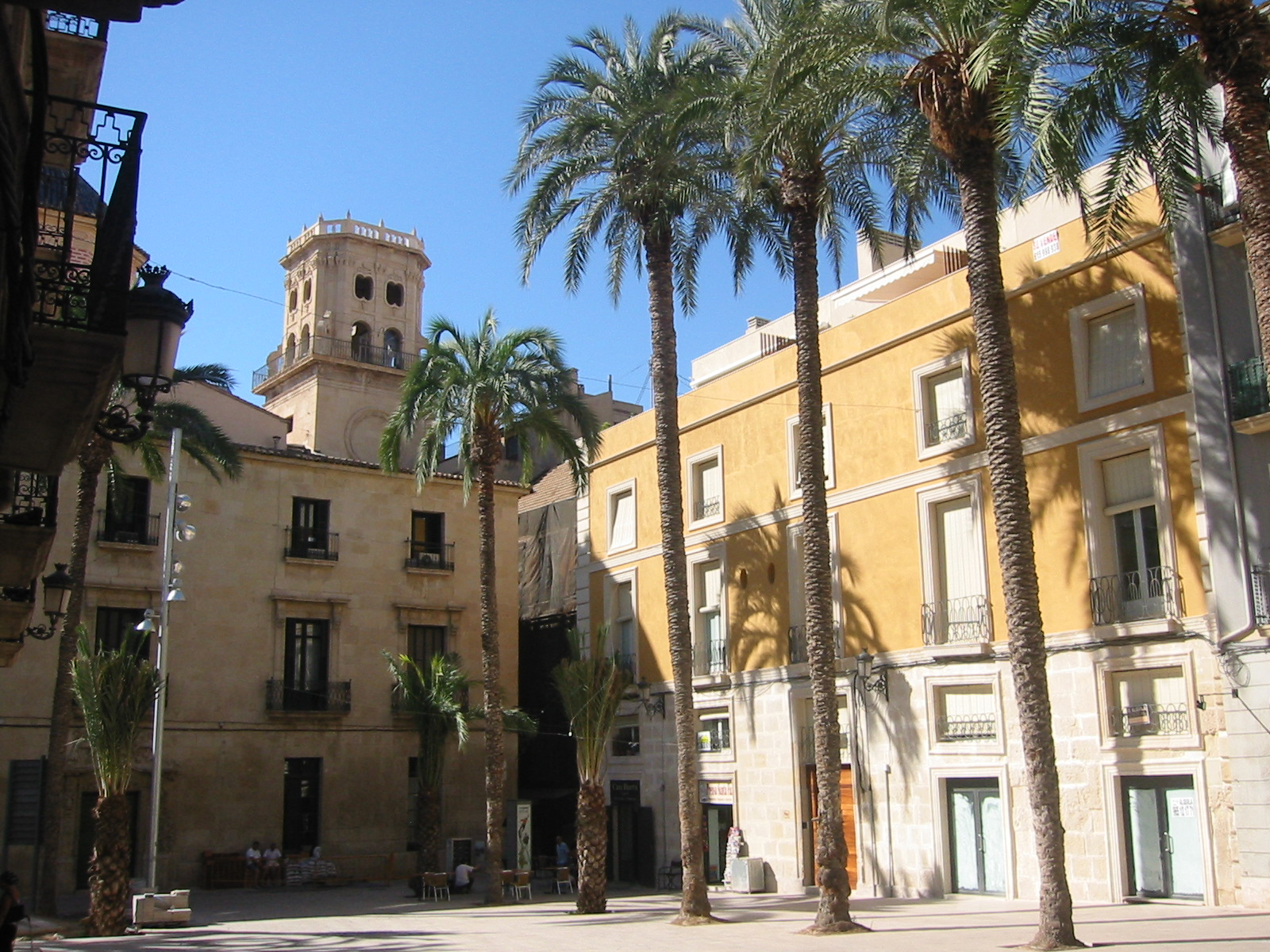
Rue à Alicante
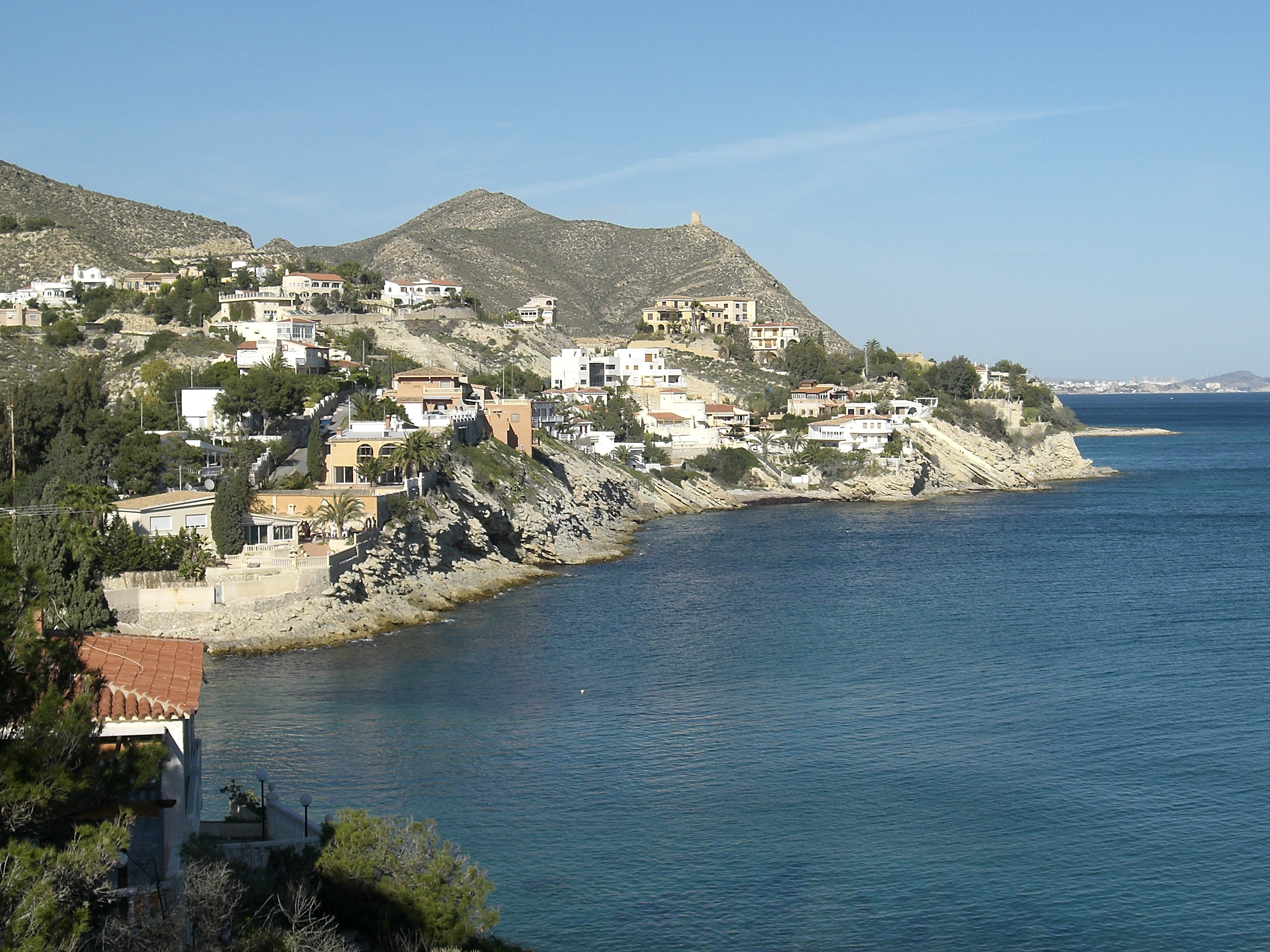
Coveta Fumá
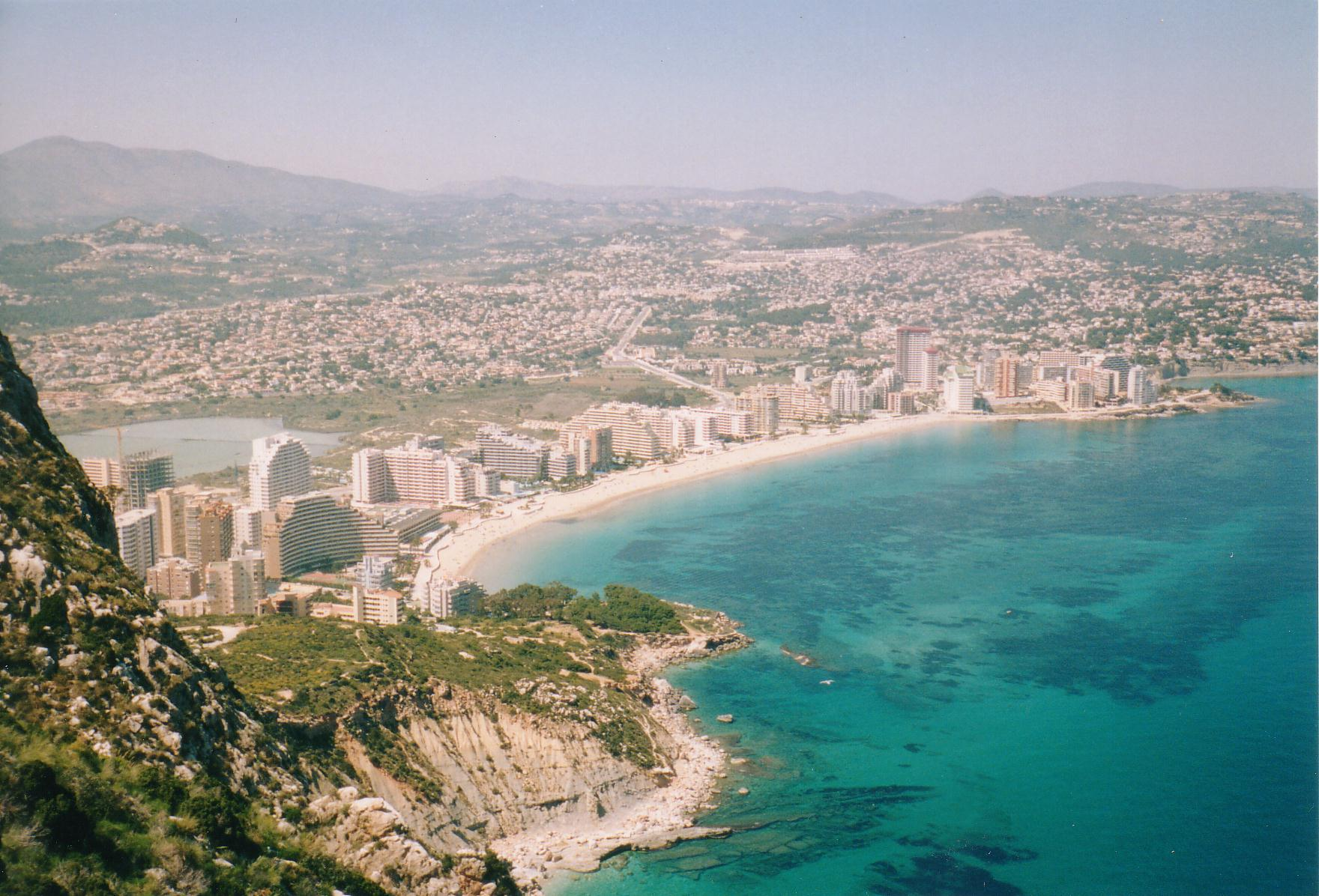
Plage à Calpe
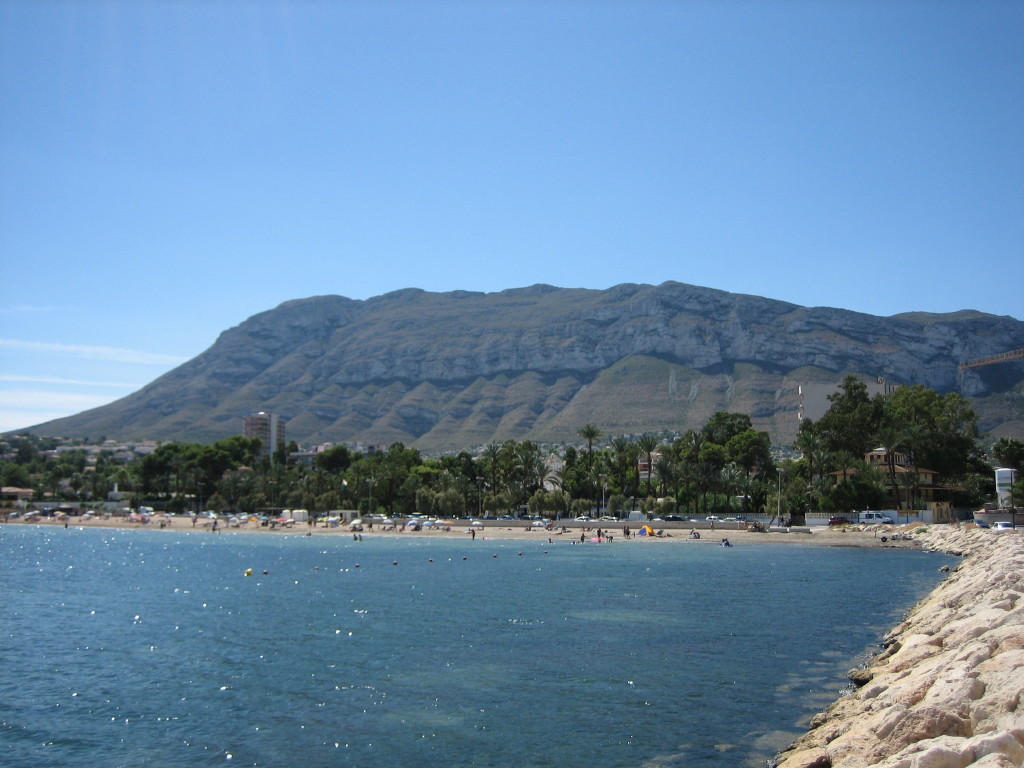
Le Montgó
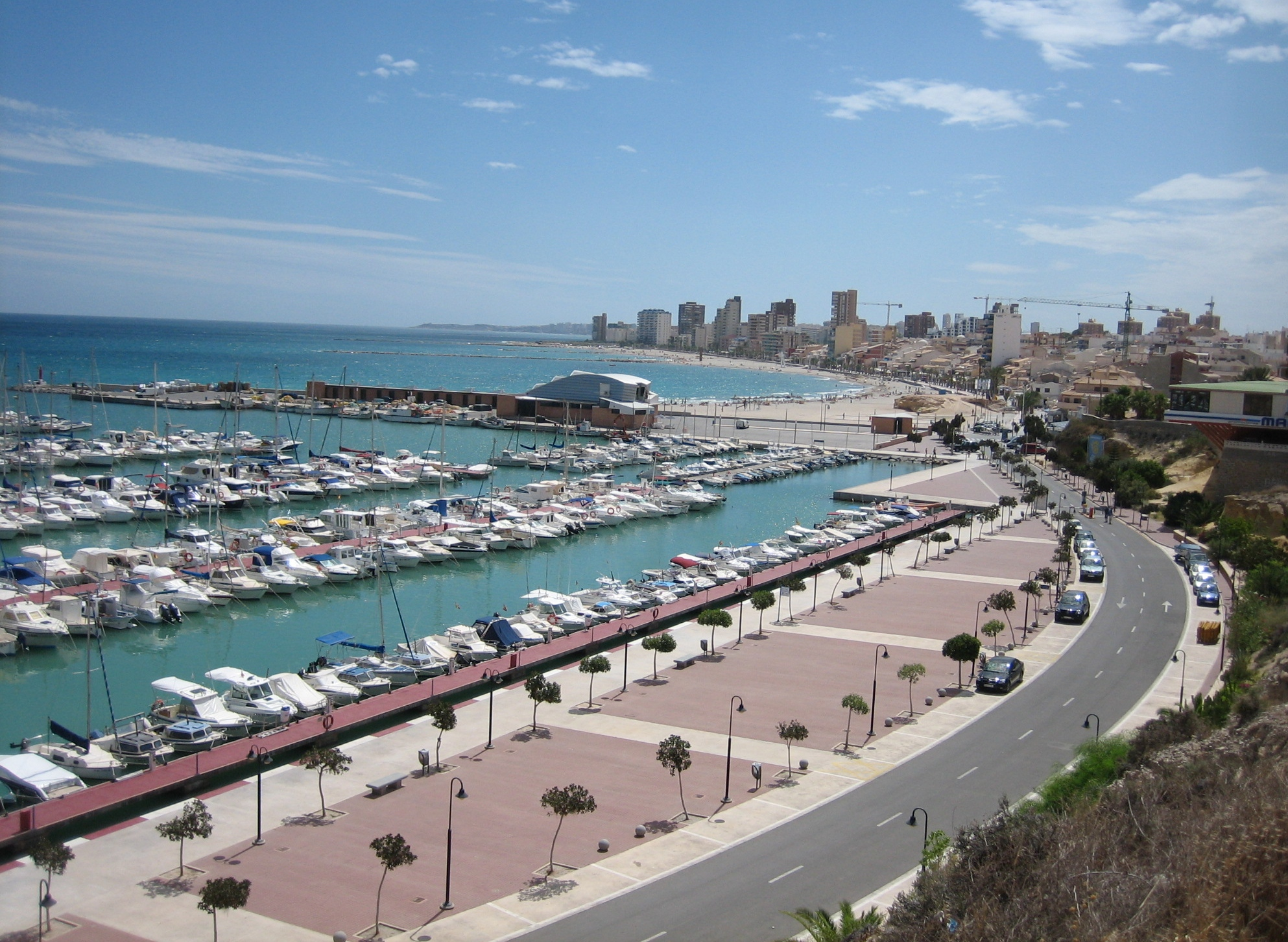
Port de Campello
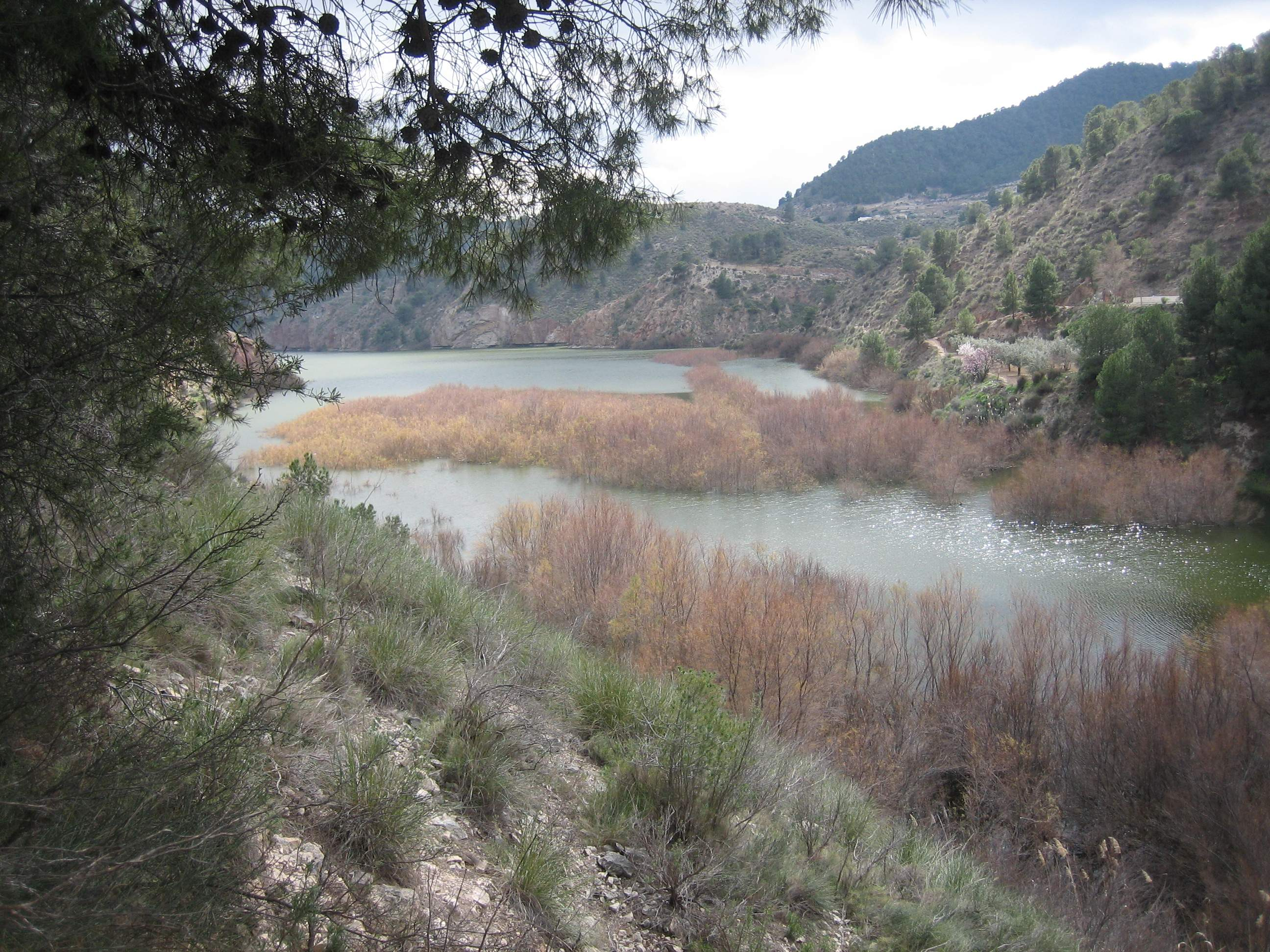
Barrage de Tibi
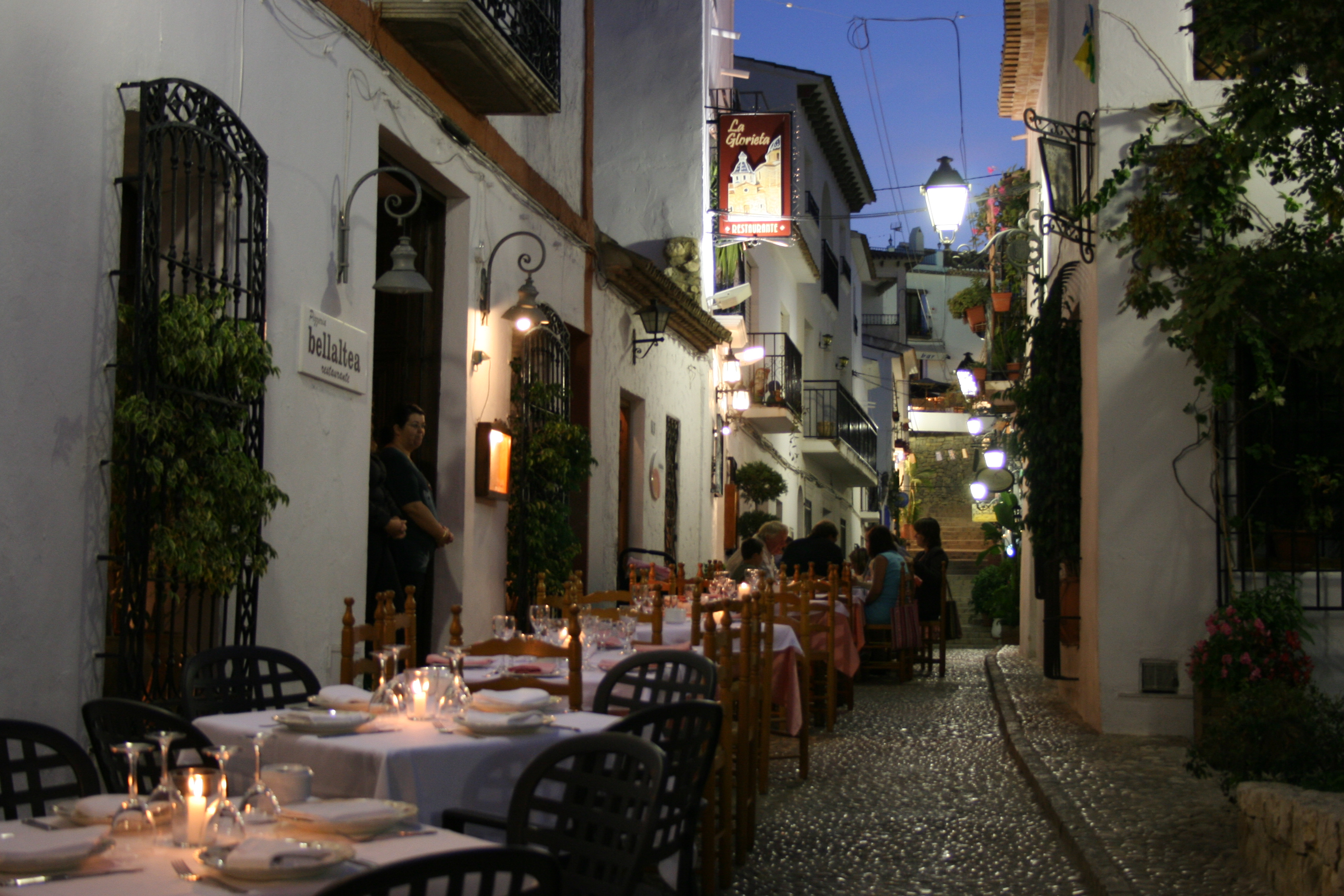
Rue à Altea
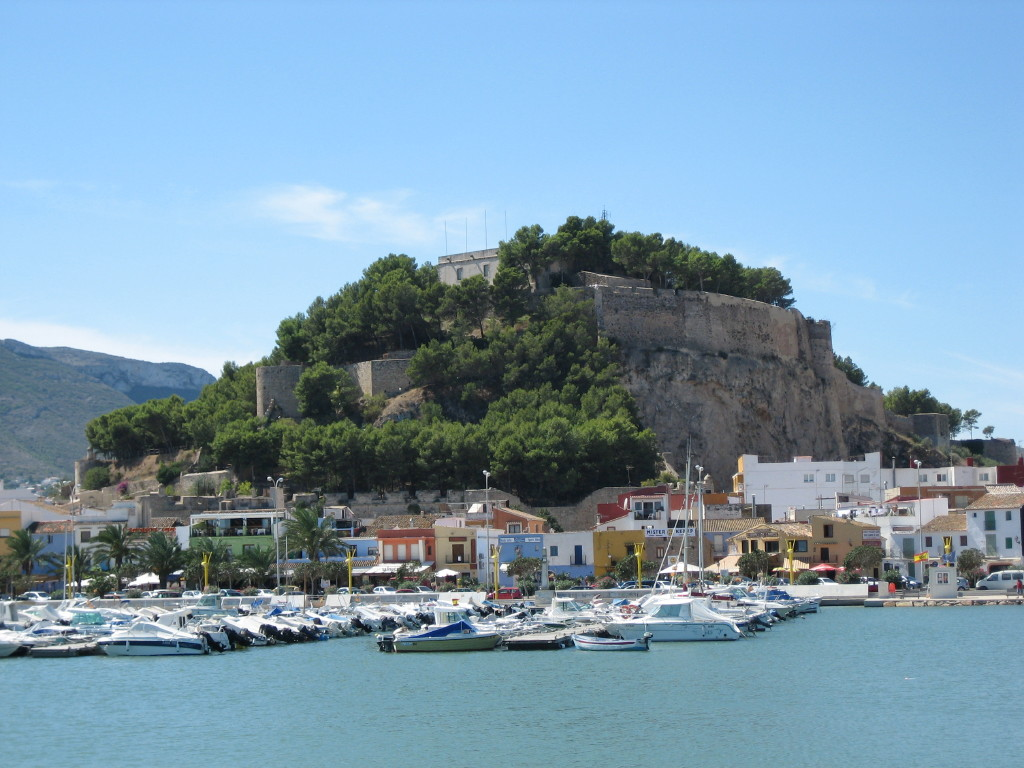
Château de Denia